# Ulrike Scheffler
Ulrike Scheffler (* 5. September 1974 in Wiesbaden) ist eine deutsche Fernsehmoderatorin und Sängerin.

## Leben
Ulrike Scheffler wurde 1974 in Wiesbaden geboren und ging dort zur Schule. Mitte der 1990er Jahre kam sie nach Hamburg und erhielt dort die ersten Fernsehauftritte. Zunächst spielte sie ab 1994 bei zwei Sendungen der Kriminalserie Die Kriminalpolizei rät beim NDR mit. Anschließend moderierte sie die lokale Sendung Jeannie Xtra auf Hamburg 1 von 1995 bis 1998 und lieferte Partyberichte und Szenenews. Im Rahmen dieser Tätigkeit lernte sie Lotto King Karl kennen, der sie als Sängerin in seine Band holte. Ulrike Scheffler gehört seither zu den Barmbek Dream Girls, die den Hamburger Entertainer bei allen seinen Konzerten als Backgroundvocalisten unterstützen.
Seit 2002 moderierte sie für verschiedene Fernsehsender einige neue Shows, u. a. für RTL II Die dümmesten Tiere, für n-tv den Reiseshop und für Super RTL Voll das Leben.
Neben ihrer Tätigkeit beim Fernsehen betätigt sich Ulrike Scheffler auch als Musikerin und hatte neben ihren Auftritten mit Lotto King Karl auch eine eigene Band namens „Aven Haley“, in der sie Sängerin ist. Ulrike Scheffler lebt und arbeitet in Hamburg.

## Schauspiel- und Moderatorentätigkeit
- 1994–1998 Darstellerin in zwei Folgen der Serie Die Kriminalpolizei rät NDR
- 1995–1998 Moderation der eigenen Sendungen: Jeannie-Xtra und Party Patrol&More/ Hamburg 1
- 1997–1998 Nightlife Reportagen für Radio Energy 97,1
- 2001 Moderation des Reisesenders VIA1
- 2001 Moderation Die dümmsten Tiere / RTL II
- 2002–2005 Moderation der Reisesendung n-tv Reiseshop
- 2002 Moderation zweier eigener Sendungen @love und lifestyle (INTERNET)
- seit 2005 Moderation und redaktionelle Mitarbeit des Magazins Voll das Leben / Echt gerecht auf Super RTL